# Guido Storz
Carl August Guido Storz (* 9. August 1847 in Meersburg; † 2. Januar 1919 in Frankfurt am Main) war ein deutscher Ingenieur und Erfinder, der in den Jahren 1882 bis 1915 als Mitarbeiter des Unternehmens Zulauf & Cie. wirkte.

## Hintergrund
Storz war als Ingenieur für den Großherzog von Baden tätig und lebte in Frankfurt am Main. Für seine Verbesserungen an den bisherigen Verbindungen von Rohr- und Schlauchkupplungen wurde ihm am 26. November 1890 in der Schweiz das Patent mit der Nummer 3134 erteilt. Auch in den Vereinigten Staaten erhielt er am 3. Januar 1893 ein Patent Nr. 489,107. Seine Erfindung bezog sich auf die Kupplungen für Rohr- und Schlauchleitungen, wie sie in der Brandbekämpfung zum Einsatz kamen.
Anlass für seine Entwicklung war ein Brand in Konstanz, bei dem es zu Schwierigkeiten bei der Verbindung von Schläuchen mit Verschraubungen kam. Nach eingehendem Studium der seit 1877 entwickelten Systeme von „Kupplungen mit gleichen Hälften“ ließ er sich eine neuartige Kupplung im Jahr 1882 patentieren. Auf diese gehen die 1936 bei allen deutschen Feuerwehren eingeführte Reichsnormalkupplung in den Größen A, B, C und D zurück. Das in Deutschland genormte System ist in Europa weit verbreitet.